# زاوية برمشا
قرية زاوية برمشا هي إحدى القرى التابعة لمركز العدوة بمحافظة المنيا في جمهورية مصر العربية. حسب إحصاءات سنة 2006، بلغ إجمالي السكان في زاوية برمشا 8594 نسمة، منهم 4253 رجلا و4341 امرأة.